# Прапор Дарницького району
Пра́пор Да́рницького райо́ну міста Києва затверджено 10 жовтня 2001 року рішенням N 17 сесії Дарницької районної ради. Являє собою прямокутне двостороннє полотнище, утворене з двох рівновеликих горизонтальних смуг срібного (білого) та лазурового (синього) кольорів, у співвідношенні сторін 2:3. У центрі полотнища розміщено кольорове зображення герба Дарницького району м. Києва. Висота герба становить 1:2 довжини полотнища. Зворотні сторони полотнища прапора ідентичні.
На верхівці дерев'яного ручника прапора встановлена куля з білого металу, яку увінчує об'ємна фігура святого Архістратига Михаїла — духовного патрона землі київської, з білого металу.
За основу кольорів полотнища прапора прийнято срібний та лазуровий (синій) кольори, які складають основні барви герба міста Києва. Верхню смугу прапора складає срібний колір, як колір основної гербової фігури герба міста Києва — Архістратига Михаїла, нижня смуга — синя, оскільки вона базується на кольорі поля щита герба міста Києва. Такий прапор засвідчує приналежність територіальної громади району усій громаді міста Києва.